# Partido Nacional Cristiano (Chili)
De Partido Nacional Cristiano (Nederlands: Nationaal Christelijke Partij, PNC) was een Chileense christendemocratische politieke partij die in 1952 werd opgericht om de kandidatuur van Carlos Ibáñez del Campo voor het presidentschap te ondersteunen.

## Geschiedenis
De partij ontstond als een afscheiding van Partido Conservador (Conservatieve Partij). De nieuwe partij bestond anders dan de Partido Conservador (PCon) louter uit aanhangers van oud-president Carlos Ibáñez del Campo die in 1952 bekendmaakte dat hij wederom mee zou doen aan de presidentsverkiezingen van dat jaar. Omdat de PCon niet van plan was om de kandidatuur van Ibáñez te ondersteunen scheidden Ibáñez-gezinde elementen zich van de PCon af en vormden de PNC. De PNC nam een progressief-christelijk programma aan gebaseerd op de sociale leer van de Rooms-Katholieke Kerk. 
Na de verkiezing van Ibáñez tot president voerde de PNC actief campagne voor de parlementsverkiezingen van 1953 om zoveel mogelijk aanhangers van Ibáñez in het parlement verkozen te krijgen. Bij de verkiezingen verwierf de PNC 4 zetels in de Kamer van Afgevaardigden, die bij de verkiezingen van 1957 allemaal verloren gingen. Dat de kiezers de PNC in de steek lieten had onder meer te maken met de interne verdeeldheid waarmee de partij te maken kreeg. 
In 1958 werd de naam van de partij gewijzigd in Partido Social Cristiano (Christelijk-Sociale Partij) en weigerde een samengaan met de Partido Conservador Social Cristiano (PCSC) en de Falange Nacional tot de Partido Demócrata Cristiano (PDC). In plaats daarvan werd samengewerkt met dissidenten van de PCSC en sloot de PSC zich aan bij de Alianza de Partidos y Fuerzas Populares (Partijenalliantie van de Volkskrachten). De PSC ging later op in de Partido Conservador Unido (Verenigde Conservatieve Partij).

## Verkiezingsuitslagen
| Jaar | Aantal afgevaardigden (totaal aantal zetels tussen haakjes) | Aantal senatoren (totaal aantal zetels tussen haakjes) |
| ---- | ----------------------------------------------------------- | ------------------------------------------------------ |
| 1952 | 4 (147)                                                     | 0 (45)                                                 |
| 1957 | 0 (147)                                                     | 0 (45)                                                 |